# Tlayacapan
Tlayacapan là một đô thị thuộc bang Morelos, México. Năm 2005, dân số của đô thị này là 14467 người.